# Lago Pickwick
El lago Pickwick es un embalse situado en el sureste de Estados Unidos, entre los estados de Alabama y Misisipi, perteneciente al río Tennessee. 
El lago se formó en la década de 1930 cuando se construyó la presa del mismo nombre, como parte del New Deal. Debe su nombre a una comunidad cercana al lugar de construcción de la presa, que fue nombrada en la novela Los papeles póstumos del Club Pickwick, de Charles Dickens.